# Indonezja na Letnich Igrzyskach Olimpijskich 1968
Indonezję na Letnich Igrzyskach Olimpijskich 1968 reprezentowało 6 zawodników. Był to 4. start reprezentacji Indonezji na letnich igrzyskach olimpijskich.

## Skład kadry

### Podnoszenie ciężarów
Mężczyźni
- Charles Depthios – waga kogucia – niesklasyfikowany
- Madek Kasman – waga piórkowa – 13. miejsce
- Irsan Husen – waga lekkociężka – niesklasyfikowany

### Żeglarstwo
Mężczyźni
- Robert Lucas – Finn – 35. miejsce
- John Gunawan, Tan Tjong Sian – klasa Latający Holender – 29. miejsce